# Khaled Azerkan
Khaled Azerkan, född 2 januari 1973, är en svensk före detta friidrottare (medeldistanslöpare) vars specialsträcka var 800 meter. 
Han slog igenom 1999, då han tog SM-guld på 800 meter och satte personbästa 1:46,39 på distansen. 
Vid VM i Sevilla 1999 deltog han på 800 meter men blev utslagen i försöken, en hundradel från kvalificeringsplats.
Vid EM 2002 i München deltog Azerkan på 800 meter men var tvungen att bryta sitt försökslopp på grund av en sträckning.
Azerkan avslutade karriären 2006 efter långvariga ryggproblem.

## Personliga rekord
| Utomhus - 400 meter: 47,37 (Norrköping 22 juni 1999) - 800 meter: 1:46,39 (Malmö 2 augusti 1999) - 1 500 meter: 4:06,81 (15 juni 1992) - Längdhopp: 7,02 (11 september 1994) - Tresteg: 14,56 (17 augusti 1991) | Inomhus - 400 meter – 49,78 (Sätra 9 januari 1999) - 800 meter – 1:49,08 (Göteborg 9 februari 2002) |

### Fotnoter
1. ↑  ”Tävlingsårsskiftesövergångar 1 december 2002”. friidrott.se. 7 november 2002. Arkiverad från originalet den 17 juni 2017. https://web.archive.org/web/20170617135914/http://www.friidrott.se/forbundsinfo/overgangar/Arsskifte0203.aspx. Läst 17 augusti 2017.
2. 1 2  Wiger 2006, s. 49.
3. ↑  ”Stora inne-SM 2002, resultat” (htm). Arkiverad från originalet den 13 december 2002. https://web.archive.org/web/20021213092936/http://m1.406.telia.com/~u40606160/ResultatISM.htm. Läst 14 april 2015.
4. 1 2 3 4 5  ”Personsida på AllAthletics” (på engelska). all-athletics.com. Arkiverad från originalet den 3 december 2016. https://web.archive.org/web/20161203060632/http://www.all-athletics.com/node/73791. Läst 2 december 2016.
5. ↑  ”800 Metres Men 7th IAAF World Championships In Athletics” (på engelska). iaaf.org. https://www.iaaf.org/results/iaaf-world-championships-in-athletics/1999/7th-iaaf-world-championships-in-athletics-1822/men/800-metres/heats/. Läst 2 december 2016.
6. ↑  ”European Athletics Championships - München 2002” (på engelska). european-athletics.org. http://www.european-athletics.org/competitions/european-athletics-championships/history/year=2002/results/index.html. Läst 16 augusti 2017.
7. ↑  ”Khaled bröt”. friidrott.se. 9 augusti 2002. Arkiverad från originalet den 17 augusti 2017. https://web.archive.org/web/20170817203750/http://www.friidrott.se/live.aspx?id=49&day=4. Läst 17 augusti 2017.
8. ↑  Svärdkrona, Zendry (9 augusti 2002). ”Kronberg vidare utan att imponera men Nossmy föll och skadade sig”. Aftonbladet. http://www.aftonbladet.se/sportbladet/friidrott/article10296783.ab. Läst 17 augusti 2017.
9. ↑  ”Khaled lägger skorna på hyllan”. Folkbladet. 2006?. Arkiverad från originalet den 18 april 2013. https://archive.is/20130418184631/http://www.folkbladet.se/nyheter/default.aspx?ArticleID=2637749. Läst 20 november 2011.
10. 1 2 3 4 5 6  ”Personsida på IAAF:s webbplats” (på engelska). iaaf.org]. https://www.iaaf.org/athletes/sweden/fakta-khaled-azerkan-13326. Läst 2 december 2016.